# قرآنیان

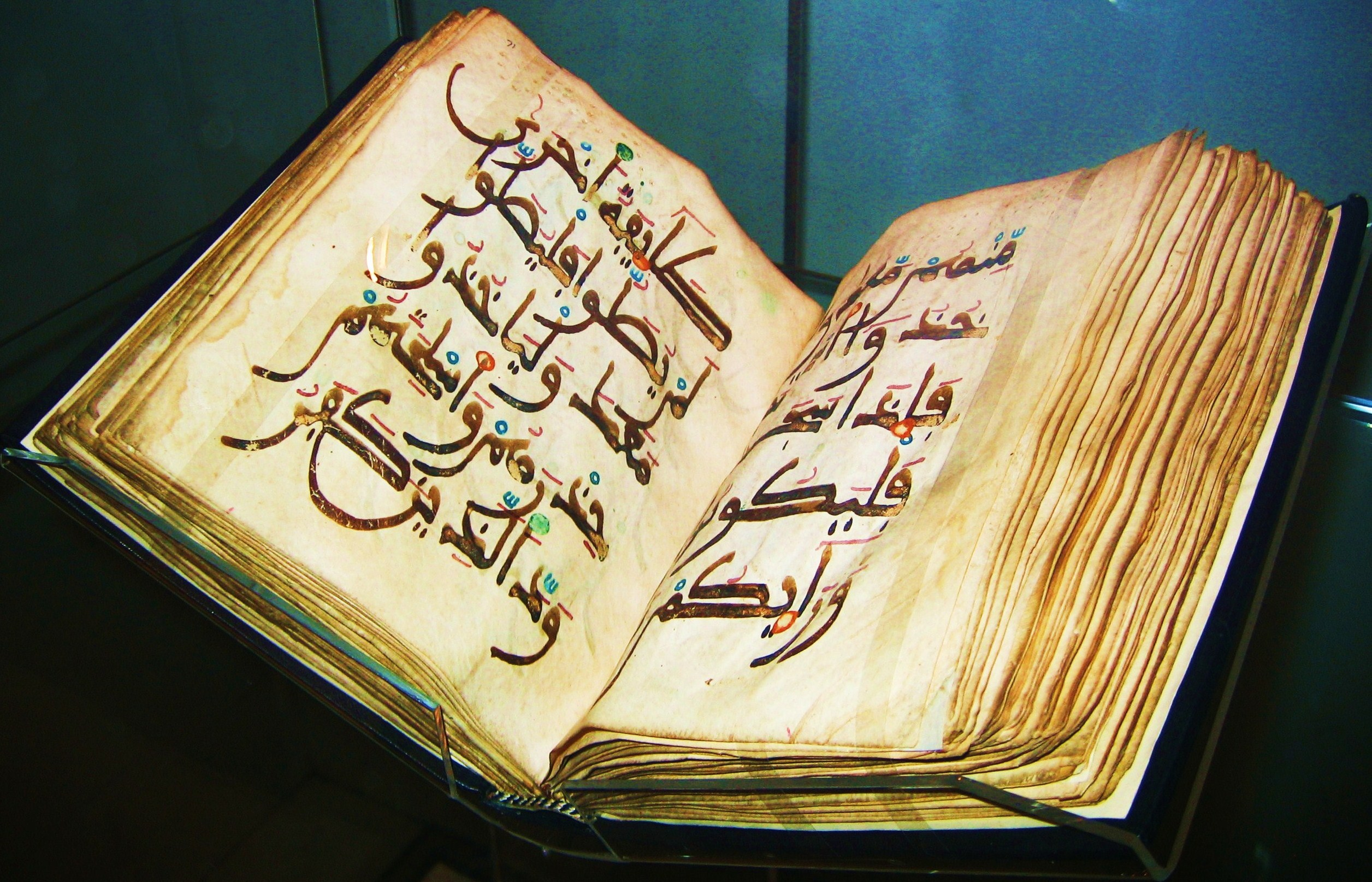
قرآن نگاشته شده در قرن پنجم هجری به خط کوفی. این نسخه هم‌اینک در گنجینه موزه بریتانیاقرار دارد.

قرآنیان (اهل القرآن، قرآنیون، قرآن‌گرایان)، پیروان مکتبی اسلامی است که در آن، قرآن، به عنوان اصلی‌ترین کتاب یا حتی تنها کتاب در زمینه عقاید و اعمال دینی، مورد قبول است. به عبارت دیگر در این مکتب، همه احادیث (معارض با قرآن)، مردود است.

## تاریخچه
اعتقاد برگشت به اصل کتاب دینی، در دیگر ادیان نیز وجود دارد، مثلاً در دین یهود پیروان مکتب قرائیم فقط کتاب تنخ (تورات عبری) را قبول دارند یا پروتستان‌های پیرو سولا سکریپتورا اعتقاد دارند که هرچه برای یک مسیحی واقعی برای عبادت و انجام مناسک لازم است تنها در انجیل وجود دارد.

## اصول عقاید
قرآنیان معمولاً خود را تنها «مسلمان» می‌نامند و از انتساب خود به سنی و شیعه، اجتناب می‌کنند؛ هرچند گروهی از آن‌ها از احادیث، استفاده می‌کنند؛ ولی ملاک عقاید و اعمال دینی خود را با قرآن، تطبیق می‌دهند.
برخی از آنان اظهار می‌کنند که در قرآن، اطاعت از احادیث به‌طور واضح تأکید نشده‌است و احادیث و روایات، حدود ۲۰۰ سال پس از پیامبر جمع‌آوری و نوشته شده‌است و دارای تناقضاتی است که به دلیل آن تناقضات نمی‌توان عقاید و اعمال دینی را بر آن استوار کرد.
قرآنیان تفاوت‌های بسیاری از جمله در مورد خمس، زکات و نماز جمعه با دیگر مسلمانان دارند.
برخی از قرآنیان معتقدند پیامبر در طی ۲۳ سال از حیات نبوی خود اجازه نوشتن حدیث را به هیچ‌کس نداد و دلیل آن را جلوگیری از تحریف قرآن عنوان کرده بود اما در اواخر عمر وی، عده‌ای به او گفته بودند که سخنانت را فراموش می‌کنیم لذا وی نیز برای چنین افرادی اجازه داد و این اجازه به شرطی بود که فقط برای خود نویسنده استفاده شود. به اعتقاد آن‌ها نوشتن احادیث به صورت کتاب و برای استفاده عموم و تدوین کتاب‌های حدیث در زمان خلفای راشدین همانند زمان پیامبر ممنوع بود. عبدالله بن عباس اولین کسی است که اقدام به پخش روایات نوشته شده خود در بین مسلمانان می‌کند. قابل توجه است که وقتی ابن‌عباس به عنوان اولین فردی که خبر فوت پیامبر را به مسلمانان می‌دهد عمر بن خطاب خشمگین شده فریاد می‌زند این سخن منافقان است. در دوره خلفای راشدین تأکید بیشتر بر خواندن قرآن و استفاده از استدلال قرآنی برای حل مشکلات بوده که عمر بن خطاب دلیل این امر را برکت و نوری عنوان می‌کند که در قرآن است و از استفاده از روایات پیامبر نهی می‌شد.
احمد صبحی منصور از اعضای جنبش فکری-قرآنی، خود را از قرآنیان، جدا دانسته و بلکه فقط اهل القرآن، معرفی می‌کند و می‌گوید:
" عموماً … أؤکد: أنه لاصلة لنا علی الاطلاق بهؤلاء الذین یطلقون علی أنفسهم (قرآنیون) فی الجزائر أو غیرها، و لا نعرف أحدا منهم لنا منهجنا المنشور هنا فی (دستور أهل القرآن) وهناک طوائف شتی تطلق علی أنفسها (قرآنیون) و نحن (اهل القرآن) لنا موقعنا هذا و لنا مرکزنا
(المرکز العالمی للقرآن الکریم) فی أمریکا، و ندعو الی الاصلاح السلمی و نقف مع المستضعفین فی الأرض و ضد البُغاة و ضد الطُغاة و هذا هو جهادنا السلمی فی سبیل رب العزة جل و علا. "
منبع
یعنی: در کل تأکید می‌کنم که مطلقاً ما هیچ ربطی به آن عده افراد نداریم که در کشور الجزایر و غیره نام خود را قرآنیون گذاشته‌اند و ما هیچ‌کدام از ایشان را نمی‌شناسیم. نگرش و عقاید ما اهل القرآن همین‌جا در سایت مان (در بخش قانون اهل القرآن) مثبوت است. و البته هستند گروه‌هایی مختلف که نام قرآنیون بر خود گذاشته‌اند ولی ما اهل القرآن هستیم و این است سایت و مرکز مان، که مختص به ماست (مرکز جهانی قرآن کریم) در آمریکا. که به اصلاح (عقاید دینی) به صورت مسالمت آمیز دعوت کرده و در کنار تمام مستضعفین جهان بوده و ضد و دشمن تمام طغیان گران می‌باشیم و این همان جهاد مسالمت آمیز ما در راه پروردگار بزرگ و بلند مرتبه می‌باشد.

## در میان اهل سنت
نمی‌توان همه اصلاح‌گران دینی را در قرآنیان خلاصه کرد، در حقیقت طیف وسیعی از این اصلاح‌گران وجود داشته‌اند. همه آنان خواهان زدودن خرافات و بازگشت به اصل دین بودند.

### برخی از قرآنیان در اهل سنت
1. حسن البنا
2. محمد عبده
3. محمود شلتوت
4. طه حسین
5. نصر حامد ابوزید
6. فضل‌الرحمن ملک
7. ادیپ یوکسل
8. احمد صبحی منصور.[۹]

## در شیعه
همان طیف وسیع اصلاح‌گران در شیعه نیز بوده‌است. این احتمال در طول تاریخ شیعه وجود دارد که افرادی تمایلات قرآنی صرف داشته باشند ولی به واسطه احتیاط و ترس از طرد توسط روحانیان رسمی تقیه کرده باشند.
شاید بتوان گفت سید جمال الدین اسدآبادی اولین کسی بود که لزوم بازگشت به اصل دین را مطرح نمود او می‌گفت: «تنها راه علاج بیماری ملت‌های اسلامی آن است که مانند گذشته نخست به قواعد اصلی دین خویش برگردند».
اصلاح‌گری در شیعه به‌طور عمده با اهداف اولیه مبارزه با خرافات آغاز شده و با عصر روشنگری جنبش مشروطه همزاد است. هرچند این اصلاح‌گری گاه ره به بیراهه برده، ولی نتایج مثبتی نیز داشته‌است. سه مشخصه عمده آن‌ها قرآن‌گرایی، فاصله گرفتن از مرجعیت رسمی و نیز نوعی دگراندیشی است.

### برخی از قرآنیان در شیعه
1. سید جمال‌الدین اسدآبادی
2. سید اسدالله خرقانی
3. محمدحسن شریعت سنگلجی
4. محمد خالصی‌زاده
5. حیدرعلی قلمداران
6. سید ابوالفضل برقعی قمی
7. سید مصطفی حسینی طباطبایی
8. جعفر شعار
9. محمدجواد غروی موسوی
10. محمد صادقی اصفهانی (محمد صادقی تهرانی)[۱۱]

## سازمان‌ها
دو سازمان «اهل القرآن» و «طلوع اسلام» از جمله سازمان‌های قرآنیان است.

## مخالفان
قرآنیان مخالفان زیادی در میان روحانیان رسمی و پیروان آنان دارند. گاه این مخالفت‌ها از ردیه‌نویسی و مخالفت کلامی گذشته و به صدور فتواهای تکفیر و اعلام ارتداد رسیده‌است.
برخی از مخالفان در مخالفت‌های خود به آیاتی از قرآن نیز استناد می‌کنند که از جمله به آیات زیر استناد شده‌است.
«لَقَدْ کَانَ لَکُمْ فِی رَسُولِ اللَّهِ أُسْوَةٌ حَسَنَةٌ لِمَنْ کَانَ یَرْجُو اللَّهَ وَالْیَوْمَ الْآخِرَ وَذَکَرَ اللَّهَ کَثِیرًا: به راستی همواره برای شما در (اقتدا به) رسول خدا سرمشقی نیکو بوده‌است؛ برای کسی‌که به خدا و روز بازپسین امید داشته و خدا را زیاد یاد کرده‌است.» (احزاب، ۲۱)
«لَقَدْ مَنَّ اللَّهُ عَلَی الْمُؤْمِنِینَ إِذْ بَعَثَ فِیهِمْ رَسُولًا مِنْ أَنْفُسِهِمْ یَتْلُو عَلَیْهِمْ آیَاتِهِ وَیُزَکِّیهِمْ وَیُعَلِّمُهُمُ الْکِتَابَ وَالْحِکْمَةَ وَإِنْ کَانُوا مِنْ قَبْلُ لَفِی ضَلَالٍ مُبِینٍ؛ بی‌گمان، خدا بر مؤمنان همی منّت نهاد؛ چون پیامبری از خودشان در میانشان برانگیخت که آیات خدا را برایشان می‌خواند، و پاکشان می‌گرداند و کتاب و حکمت به آنان می‌آموزد، گرچه پیش از آن در ژرفای گمراهی آشکارگری بودند.» (آل عمران، ۳)
همچنین مخالفان اظهار می‌کنند که بسیاری از احادیث در زمان خود پیامبر گفته و نوشته شده‌است و نمی‌تواند درست نباشد.
مفتی اعظم پاکستان محمد رفیع عثمانی در خطبه «منکران حدیث» گفته‌است: همان قرآنی که قرآنیان به آن استناد می‌کنند در مورد پیامبر می‌گوید:
«فَلَا وَرَبِّکَ لَا یُؤْمِنُونَ حَتَّی یُحَکِّمُوکَ فِیمَا شَجَرَ بَیْنَهُمْ ثُمَّ لَا یَجِدُوا فِی أَنْفُسِهِمْ حَرَجًا مِمَّا قَضَیْتَ وَیُسَلِّمُوا تَسْلِیمًا؛ پس نه (: چنان نیست)، به پروردگارت قسم که (اینان) ایمان نمی‌آورند، تا آنکه تو را در آنچه میانشان مایه مشاجره است به داوری برگمارند؛ سپس از حکمی که کرده‌ای در دل‌هاشان احساس تنگی (و تردید) نکنند، و کاملاً سر تسلیم فرود آورند.» (النساء، ۶۵)